# Romualdo Palomino
Romualdo Palomino fue un militar y político peruano.
Fue elegido en 1901 como diputado por la provincia de Pasco, que entonces pertenecía al departamento de Junín siendo reelegido en 1907 junto a Augusto Durand y Pedro E. Larrañaga quienes también fueron elegidos como diputados titulares o propietarios.